# Коптогай (Уилский район)
Коптогай (каз. Көптоғай) — село в Уилском районе Актюбинской области Казахстана. Административный центр Коптогайского сельского округа. Код КАТО — 155243100.

## Население
В 1999 году население села составляло 1403 человека (689 мужчин и 714 женщин). По данным переписи 2009 года, в селе проживало 1712 человек (867 мужчин и 845 женщин).